# Râul Valea Pietrei, Bloaja
Râul Valea Pietrei este un curs de apă, afluent al râului Bloaja.